# Заслужений працівник соціальної сфери України
Заслужений працівник соціальної сфери України  — державна нагорода України — почесне звання України, яке надається Президентом України відповідно до Закону України «Про державні нагороди України». Згідно з Положенням про почесні звання України від 29 червня 2001 року, це звання присвоюється:
|  | працівникам установ, організацій, підприємств соціальної сфери, органів праці і соціальної політики за вагомий особистий внесок у вирішення проблем соціального захисту громадян, соціальної реабілітації осіб, які потребують піклування, у розвиток соціально-трудових відносин, за високі досягнення у праці |

Особи, яких представляють до присвоєння почесного звання «Заслужений працівник соціальної сфери України», повинні мати вищу або професійно-технічну освіту.

## Історія нагороди
- 30 жовтня 1999 року Президент України Л. Д. Кучма Указом № 1425/99 встановив відзнаку Президента України — почесне звання «Заслужений працівник соціальної сфери України».[1]
- 9 листопада 1999 року Указом Президента України № 1448/99 були затверджені Положення про відзнаку, Опис нагрудного знака та зразок посвідчення.[2]
- 16 березня 2000 року Верховна Рада України прийняла Закон України «Про державні нагороди України», у якому була встановлена державна нагорода України — почесне звання «Заслужений працівник соціальної сфери України». Було установлено, що дія цього Закону поширюється на правовідносини, пов'язані з нагородженням осіб, нагороджених відзнаками Президента України до набрання чинності цим Законом; рекомендовано Президентові України привести свої укази у відповідність із цим Законом.[3]
- 29 червня 2001 року Указом Президента України № 476/2001 було затверджене Положення про почесні звання України та Опис нагрудного знака до почесного звання; укази № 1425/99 та № 1448/99 були визнані такими, що втратили чинність.[4]